# Rivalités dans le football à Rotterdam
Les rivalités dans le football à Rotterdam sont nombreuses et débutent vers la fin du XIXe siècle. Celles-ci se construisent essentiellement sur un socle d'antagonismes socio-culturels ainsi que sur des raisons géographiques. La plus importante de ces rivalités est celle opposant le Feyenoord Rotterdam au Sparta Rotterdam, qui est considérée comme « le » derby de Rotterdam, bien que ce titre soit utilisé pour toute rencontre opposant des clubs rotterdamois.
Rotterdam a aussi la particularité d'être la seule ville aux Pays-Bas qui compte trois clubs professionnels.

## Contexte historique et géographique
Rotterdam est une ville portuaire jonchée le long de la Nouvelle Meuse et historiquement située sur la rive droite de la rivière, au nord de celle-ci. Avec l'industrialisation, qui débute lors de la seconde moitié du XIXe siècle, d'importants projets sont entrepris qui vont exercer un changement important dans la configuration de la ville. Tout d'abord, il y a la construction du Nieuwe Waterweg qui facilite et intensifie les liaisons fluviales, puis il y a la construction, en 1872, du Willemsbrug qui facilite quant à lui les échanges entre la rive droite et la rive gauche, au sud, de la Nouvelle Meuse.
Sur la rive gauche, l'ensemble de l'île de Feijenoord est transférée en 1870 de la municipalité de IJsselmonde à celle de Rotterdam. Charlois, qui était jusqu'à présent un village indépendant, est rattaché à Rotterdam en 1895. Commence alors le développement des activités portuaires dans le sud de Rotterdam. Le développement de l'industrie, avec l'installation de la brasserie Oranjeboom par exemple, ainsi que le creusement de plusieurs ports vont favoriser l’expansion de la ville dans cette zone qui était, jusqu'à présent, essentiellement agraire.
Un exode rural a alors lieu, amenant à Rotterdam un cortège de nouveaux habitants principalement originaires de Zélande et du Brabant-du-Nord, pour la plupart de religion catholique. Mais des habitants de la rive droite viennent aussi s'installer dans ces quartiers, attirés par le prix bon marché de l'immobilier.
Rotterdam est donc séparé en deux pôles : les quartiers historiques du nord et les nouveaux aménagements urbains du sud. Les habitants du nord de Rotterdam ont souvent du dédain pour les habitants du sud qu'ils perçoivent comme très ruraux, de par la configuration de l'espace jusqu'alors, et de par les origines sociales des nouveaux habitants.

Rotterdam au début du XXe siècle.
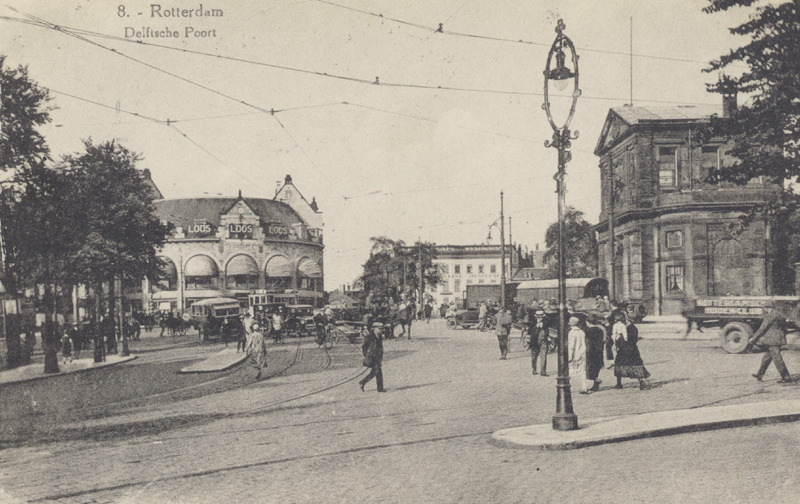
Hofplein et la Delftsche Poort dans le centre historique de la ville sur la rive droite.
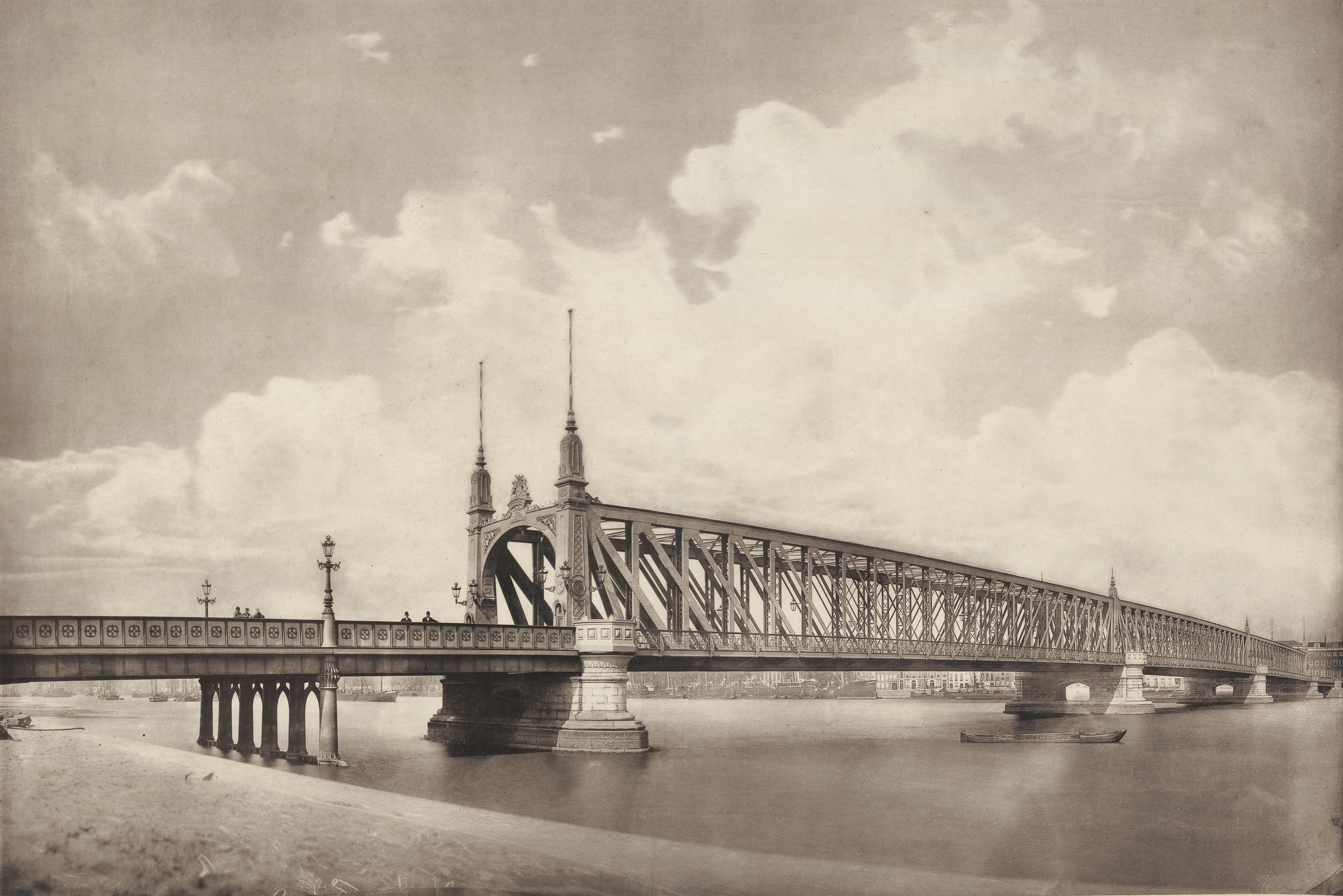
Le Willemsbrug, construit en 1878, permet en partie le développement de la rive gauche de Rotterdam.
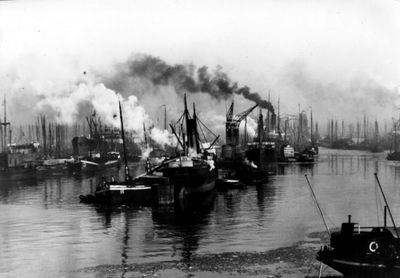
Maashaven est l'un des ports creusés à la fin du XIXe et début du XXe siècle, rive gauche.
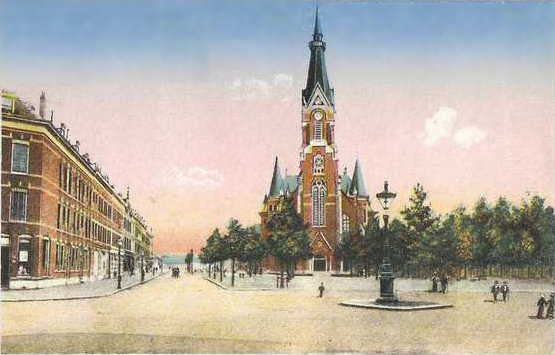
Oranjeboomstraat est une des rues emblématiques du nouveau quartier sud de Feijenoord.

## Histoire du football à Rotterdam

### Bourgeoisie et cricket
Le football fait ses débuts à Rotterdam par l'intermédiaire de clubs de cricket formés par la jeunesse bourgeoise de la ville. Le football est alors un nouveau sport venu d'Angleterre qui permet de continuer la pratique sportive en automne et en hiver dans l'attente de la reprise de la saison de cricket au printemps suivant. Cette pratique sportive est perçue comme élitiste et réservée aux personnes des catégories supérieures, qui disposent de temps libre pour la pratique sportive,. La plus vieille attestation d'un match de football dans la ville date du 7 octobre 1886 quand le club de cricket Concordia dispute un match sur l'île de Noordereiland, non loin de Feijenoord.
En 1888, le Sparta est formé par des adolescents dont les familles ont fait fortune au cours du XIXe siècle. Ces jeunes sont originaires de la rive droite et conçoivent dans un premier temps un club de cricket, avant de se lancer aussi dans la pratique du football quand le père de l'un des garçons offre un ballon de football. Leurs premières parties de football se déroulent aussi sur la Noordereiland, puis plus tard quelque temps dans le quartier de Feijenoord qui est facilement accessible depuis leur lieu de résidence via le Willemsbrug. En 1893, Sparta rejoint la plus haute division du football national. Quatre clubs rotterdamois mixant football et cricket avaient déjà pris part à ce championnat : Concordia, Olympia, Victoria et le club Rotterdamsche de cricket et football.

### Premiers clubs de travailleurs
Au début du XXe siècle des clubs entièrement consacrés au football et créés par des jeunes issus du prolétariat commencent à voir le jour. Plusieurs de ces clubs sont créés dans les nouveaux quartiers sud de Rotterdam et prennent possession de l'Afrikaanderplein comme terrain de jeu à partir de 1904. Un club baptisé Excelsior est créé dans cette dynamique, mais basé à Kralingen sur la rive droite. Excelsior est un des premiers clubs de travailleurs de la ville, et jouera également entre 1906 et 1907 à Afrikaanderplein.
Wilhelmina est fondé en 1908. Il s'agit d'un club d'employés de bureau de milieu modeste et de garçons de cafés situés dans les quartiers sud de la ville. En 1909 le club déménage à Afrikaanderplein et change de nom en HFC, lorsque des employés des chantiers navals voisins et originaires de Hillesluis viennent renforcer l'effectif de l'équipe. C'est ensuite sous le nom de Celeritas qu'il bat la 4e équipe du Sparta 12 à 0 en décembre 1910. Le club prend le nom de RVV Feijenoord lorsqu'il quitte la fédération locale de Rotterdam pour rejoindre les championnats de la NVB en 1912.

### Zilveren Bal et premier match international

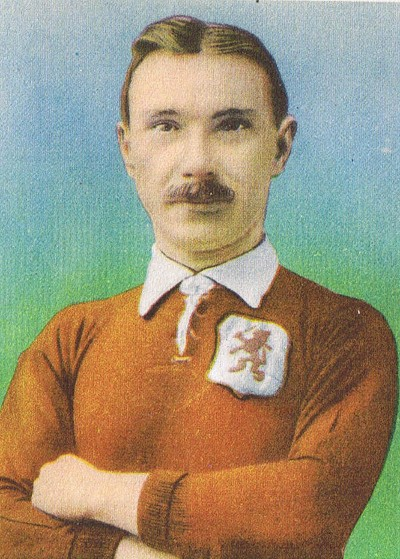
Bok de Korver, premier joueur de l'histoire à être le sujet d'un livre.

Quand Sparta est relégué pour la première fois de la 1e Klasse, en 1901, les membres décident d'organiser un tournoi de pré-saison sur leur terrain afin de continuer de voir joueur les meilleures équipes du pays à Rotterdam,. Cette compétition prend le nom de Zilveren Bal (« Balle d'Argent ») puisque le trophée consiste en un ballon de football en argent. Organisée jusqu'à l'avènement du football professionnel, elle représente un trophée disputé et très prestigieux, plus que la coupe des Pays-Bas.
C'est aussi à l'initiative du Sparta que l'équipe des Pays-Bas est créée, à l'occasion d'un match amical face à la Belgique le 30 avril 1905 sur le terrain de Sparta à Schuttersveld à Crooswijk. Au cours de ce match, Bok de Korver, joueur de Sparta, marque un but. En 1916 il est le premier joueur néerlandais de l'histoire à être le sujet d'une biographie publiée sous forme de livre.

### Inversion des normes
Jusqu'à la Première Guerre mondiale, au cours de laquelle les Pays-Bas restent neutre, le football national est dominé par les clubs élitistes de la bourgeoisie. Volharding Olympia Combinatie, club de la rive droite où la pratique du cricket est très développée, remporte deux coupe des Pays-Bas. Le Sparta domine alors lui-même le football national puisqu'il a engrangé 5 titres entre 1909 et 1915. Après avoir joué dans deux stades à Crooswijk (Schuttersveld et Prinsenlaan),, Sparta érige son stade de Het Kasteel à Spangen, toujours au nord de la ville, symbole de sa puissance d'alors.
En 1917 Go Ahead, un club de Deventer, est sacré champion des Pays-Bas, devenant ainsi le premier club du prolétariat à remporter cet honneur. Cette victoire entame une inversion des normes qui a aussi lieu à Rotterdam.
Feijenoord qui a aussi construit son propre stade, le Kromme Zandweg, est promu en 1917 dans une nouvelle poule du championnat de l'ouest du pays. Pendant deux ans l'un des clubs des travailleurs partage donc l'élite avec le club de la bourgeoisie, Sparta. Mais sous la pression des « anciens clubs », ce qui inclut donc le Sparta, tous les clubs promus en 1917 sont dégradés avec leur division en 1919.
L'Église catholique aux Pays-Bas lance en 1919 sa propre fédération de football, en raison de la pilarisation de la société. Cette initiative entraîne la création de nombreux clubs dédiés aux travailleurs catholiques. À Rotterdam, le club de Spartaan '20, basé à côté de l'Afrikaanderplein, est fondé à ce moment.
CVV, un club originaire de Charlois sur la rive gauche, remporte la coupe en 1920.
En 1921, Feijenoord monte à nouveau en 1e Klasse et remporte en 1924 la poule régionale, Sparta finissant deuxième de l'autre poule dédiée aux clubs de l'ouest. Cette victoire est l'occasion pour le journal Voorwaarts, un quotidien proche du Parti social-démocrate des ouvriers, de saluer une victoire de « jeunes gens aux deux jambes ancrées dans le prolétariat de Rotterdam ». Une grande parade à travers Rotterdam est organisée à l'occasion. Ce moment marque la première étape vers la domination de Feijenoord sur le football rotterdamois.

### Bataille des stades
Après avoir remporté la poule régionale en 1924, Feyenoord remporte également quelques semaines plus tard la compétition finale, devenant ainsi champion des Pays-Bas pour la première fois de son histoire. Si d'autres clubs partagent l'élite du football national, à l'instar de VOC ou Xerxes, Sparta et Feyenoord sont les figures de proue du football local notamment en raison du potentiel de leurs stades.
Dans les années 1920 et 1930, si Feyenoord est dans une phase ascendante et met à mal l'hégémonie sportive de Sparta, ce dernier garde un « monopole » avec son stade de Het Kasteel. En effet, les matchs les plus importants des diverses équipes de Rotterdam, dont ceux de Feyenoord, sont délocalisés dans le stade de Sparta, qui récolte 20 à 40 % des recettes engendrées à chaque match. Les matchs de l'équipe nationale se jouent aussi au stade en suivant les mêmes arrangements.
Même si un club comme Overmaas vient occuper Kromme Zandweg aux côtés de Feyenoord lors de la saison 1934-1935, c'est avec l'ouverte du Stadion Feijenoord en 1937 que l'on voit vraiment Feyenoord remplacer Sparta dans le rôle d'hôte local. Ce nouveau stade est alors le plus important du pays, ce qui signifie que Feyenoord dispose alors de deux stades, de 20 000 et 60 000 places. Cette capacité d'accueil, ainsi que la pratique d'une politique tarifaire moins élevée, permet à Feyenoord de définitivement supplanter le Sparta qui perd d'importants revenus.
De 1932 à 1940, Xerxes est locataire d'un stade de 35 000 places, le Wilgensplas, incorporé dans un plus grand complexe sportif, incluant une piscine et un Luna Park,. Situé en banlieue direct de Rotterdam, à Schiebroek, il est inauguré lors d'un match nul 4 à 4 face à Feyenoord. L'exploitation du stade s'avère être un échec et le propriétaire vend en 1940 l'ensemble du complexe qui est ensuite détruit.

### Football professionnel

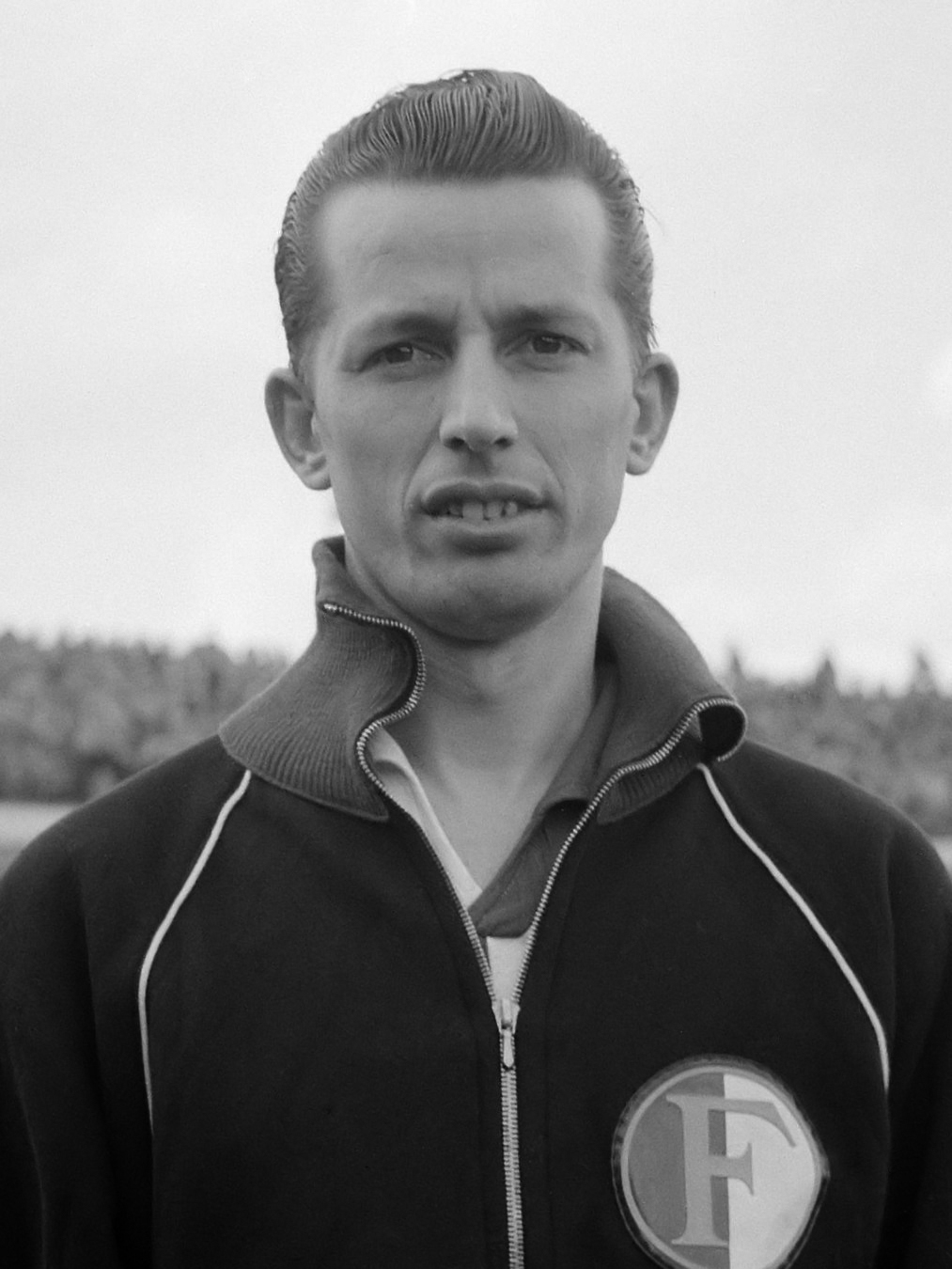
Henk Schouten a joué pour Excelsior, BVC Rotterdam et Feyenoord.

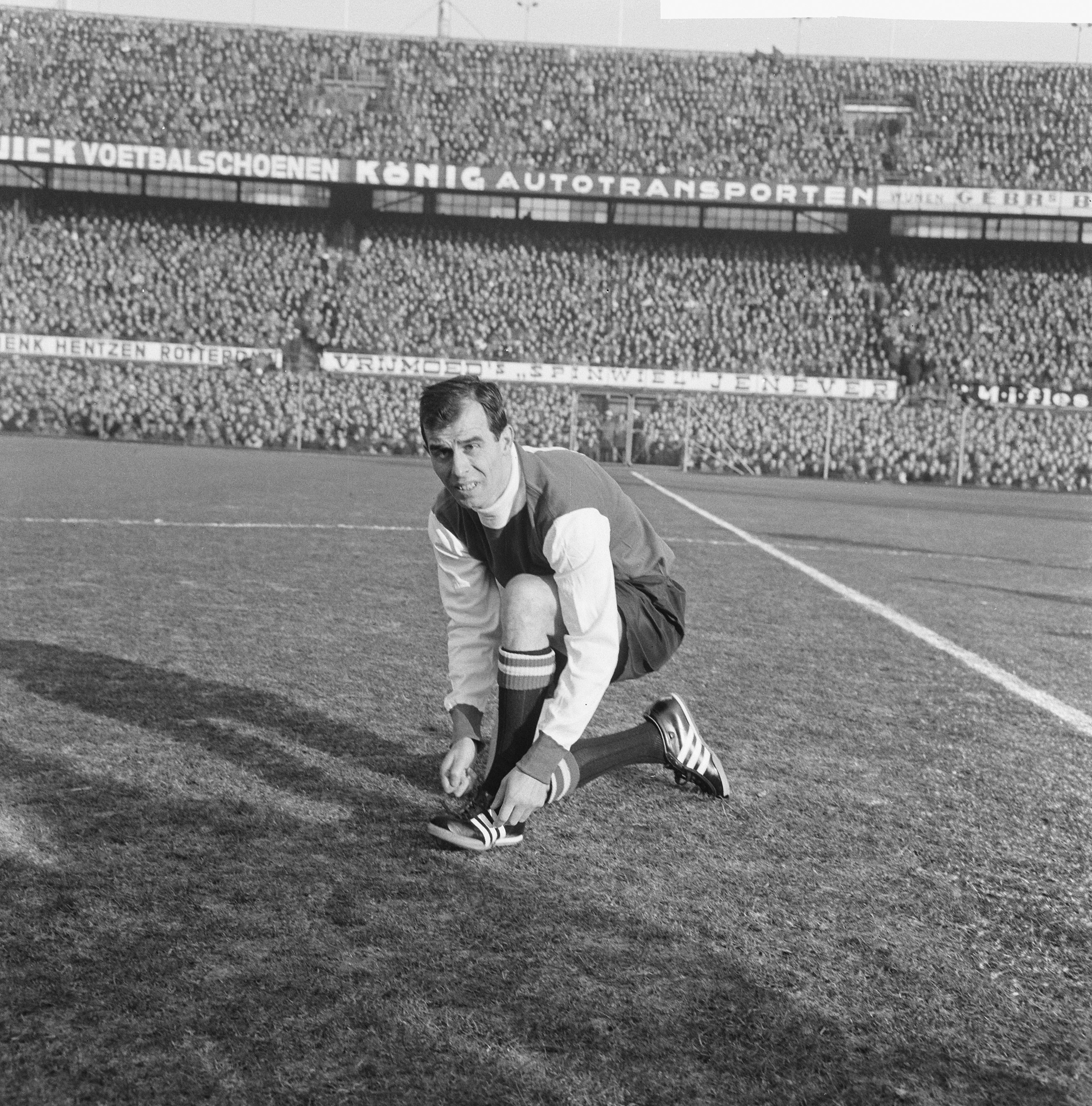
Coen Moulijn, joueur de légende de Feyenoord, vient du nord de Rotterdam : supporter de Sparta dans sa jeunesse, il joue d'abord à Xerxes avant d'aller à Feyenoord.

C'est à Rotterdam qu'à lieu le tout premier match de football professionnel. Il est organisé par une fédération éphémère concurrente de la KNVB le 26 juillet 1934, et oppose deux sélections montées pour l'occasion : Green Star et Red Star. Ce match est accueilli par Transvalia au Kromme Zandweg.
Cette expérience n'est pas renouvelée et il faut attendre les années 1950 pour que le football professionnel soit officiellement introduit aux Pays-Bas. Il y a d'abord la création d'une fédération dissidente professionnelle le 20 décembre 1953, la NBVB, qui donne le coup d'envoi de son propre championnat pour la saison 1954-1955. Un club basé à Rotterdam, baptisé BVC Rotterdam, prend part à ce championnat.
Le président de Feyenoord, Cor Kieboom, est l'investigateur de réunions avec d'autres présidents de clubs pour organiser un lobbying auprès de la KNVB afin de la faire céder sur sa politique du tout amateur. Dans ce combat mené par Kieboom, on retrouve aussi les présidents de Excelsior et Sparta.
Lorsque, quelques mois plus tard, la KNVB conçoit d'autoriser le professionnalisme et que les deux championnats concurrents sont stoppés pour fusionner en un seul, le BVC Rotterdam déménage et fusionne avec son équivalent de La Haye. Cette fusion devient le Flamingo's, qui est transformé quelques semaines plus tard en Holland Sport.
Quatre clubs rotterdamois deviennent professionnels, tous originaires de la KNVB et ayant déjà évolué au plus niveau dans l'ancien championnat amateur : Excelsior, Feyenoord, Sparta et Xerxes.

### Domination nationale de Feyenoord
Si le Sparta remporte le titre en 1959 (devenant ainsi le premier champion professionnel de Rotterdam), glane 3 fois la coupe, et devient le premier club rotterdamois à participer à une coupe d'Europe lors de la saison 1959-1960, c'est Feyenoord qui s'impose au même moment comme l'un des plus grands clubs du pays. Feyenoord est le premier club néerlandais à remporter une coupe d'Europe, avec la Coupe des Champions en 1970.
Xerxes déménage à Delft en 1967 pour fusionner avec le club local, puis fait faillite et redevient un club totalement amateur.
Feyenoord s'impose alors comme le club principal de la ville, au détriment de l'Excelsior et du Sparta. À la suite de difficultés dans les années 1990, Sparta quitte en 2002, pour la première fois depuis 1921, l'élite du football néerlandais, à l'occasion de sa relégation en Eerste Divisie.
Dans les années 2000 et 2010, Excelsior et Sparta connaissent plusieurs relégations et promotions vers l'Eredivisie.
En 2017, Feyenoord peut être sacré champion des Pays-Bas en l'emportant face à Excelsior à Woudestein, mais Excelsior s'impose 3 à 0, repoussant le titre de Feyenoord à la semaine suivante.

## Clubs rotterdamois

### Clubs professionnels
| Club          | Période              | Commentaire |
| ------------- | -------------------- | --- |
| Sparta        | Depuis 1954          | Club historique de l'ouest de la rive droite de Rotterdam. |
| Feyenoord     | Depuis 1954          | Club historique du sud de Rotterdam. |
| Excelsior     | Depuis 1954          | Club historiquement de Kralingen sur la rive droite, mais a joué entre 1906 et 1907 à Afrikaanderplein sur la rive gauche. |
| Xerxes        | 1954-1960, 1962-1967 | Club originaire du nord de Rotterdam, déménage à Delft en 1967 puis fait faillite. Ce club continue d'exister au niveau amateur, et à Rotterdam, sous le nom de XerxesDZB. |
| BVC Rotterdam | 1954                 | Club professionnel éphémère. Créé pour participer au championnat professionnel concurrent à celui (amateur) de la KNVB. Il ne dispute qu'une quinzaine de match avant de fusionner avec son équivalent de La Haye, lorsque le professionnalisme est autorisé et que les deux championnats fusionnent afin d'entamer la création de l'Eredivisie. |
| SVV           | 1955-1990            | Club de Schiedam mais joue la saison 1990-1991 à De Kuip, le stade de Feyenoord. |

### Autres clubs
Le tableau ci-dessous liste les clubs qui ont évolué dans la plus haute division du championnat des Pays-Bas avant l'intronisation du football professionnel en 1954.
| Club            | Période              | Commentaire |
| --------------- | -------------------- | --- |
| Concordia       | 1888-1891            | Premier vainqueur du championnat des Pays-Bas.                                                                                                  |
| Olympia         | 1888-1891            | Club bourgeois évoluant dans le quartier de Feijenoord.                                                                                         |
| RC&VV Rotterdam | 1891-1893            | Club résultant de la fusion entre Concordia et Olympia.                                                                                         |
| Victoria        | 1891-1894, 1895-1897 | Plus vieux club de Rotterdam, fondé le 17 novembre 1881.                                                                                        |
| Rapiditas       | 1894-1905            | Évolue à Achter den Heuvel, non loin de Delfshaven.                                                                                             |
| Celeritas       | 1897-1898            | Évolue au Schuttersveld avec le Sparta. |
| VOC             | 1910-1928            | Actif aussi en tant que club de cricket. |
| DVS             | 1917-1919            | Fusionne ensuite avec Hermes et déménage à Schiedam.                                                                                            |
| RFC             | 1917-1919, 1937-1948 | Club de l'ouest de Rotterdam. |
| Overmaas        | 1934-1935            | Évolue au Kromme Zandweg lors de sa saison en Eerste Klasse.                                                                                    |
| CVV             | 1936-1941            | Club de travailleurs du quartier de Charlois, plusieurs fois éligible au professionnalisme dans les années 1950-1960 mais refuse à chaque fois. |
| Neptunus        | 1945-1950            | Club de l'ouest de Rotterdam. |

### Palmarès national des clubs
La palmarès national des clubs rotterdamois est le suivant, :
| - Championnat des Pays-Bas (21) - Feyenoord (15) - Sparta (6) - Coupe des Pays-Bas (19) - Feyenoord (13) - Sparta (3) - VOC (2) - CVV (1) | - Zilveren Bal (21) - Feyenoord (8) - Sparta (8) - VOC (1) - Excelsior (1) - Xerxes (1) - Overmaas (1) - RFC (1) |

## Rivalités et relations

### Rivalité entre Feyenoord et Sparta
La rivalité entre le Sparta et Feyenoord est la plus importante de la ville. Elle est sportive, culturelle et géographique. Sparta et Feyenoord ont longtemps été les deux meilleures équipes de la ville et du pays. Selon l'écrivain rotterdamois Jules Deelder cette rivalité était très forte, et le match entre les deux clubs était le match le plus important de l'année, jusqu'à ce que De Klassieker devienne la principale rivalité de Feyenoord dans les années 1960.
La première opposition entre les deux clubs a lieu en 2e division du championnat de Rotterdam le 18 décembre 1910 à Afrikaanderplein. Feyenoord s'appelle encore Celeritas et bat l'équipe 4 du Sparta 12 à 0. Les deux équipes premières se rencontrent pour la première fois en 1921, cette année-là Feyenoord monte en Eerste Klasse mais Sparta est relégué. Un match amical entre les deux équipes est alors organisé, remporté 4-2 par Feyenoord.
Dans la première partie du XXe siècle, les Spartanen appelaient volontiers Feyenoord « le club de l'autre rive » pour montrer leur dédain envers la partie de la ville d'où vient Feyenoord. Alors que les Feyenoorders quant eux considéraient Sparta comme un club arrogant. L'opposition entre les deux clubs est alors aussi socio-culturelle puisque Sparta est un club de la bourgeoisie quand Feyenoord est un club de travailleurs. À la fin des années 1950, les directions des deux clubs ne s'adressent plus la parole.
Aujourd'hui, c'est essentiellement les supporters de Sparta qui considèrent cette opposition comme le match le plus important de l'année, ressentant même de la haine envers Feyenoord, alors que ceux de Feyenoord la considèrent « seulement comme un match particulier ».
En tribunes, les supporters de Sparta continuent à cultiver l'antagonisme géographique avec des chants comme « Wie niet springt komt van Zuid » (« Qui ne saute pas vient du Sud»), quand les supporters de Feyenoord moquent l'hymne de leurs rivaux, la Sparta Marsch, en remplaçant le refrain « S-P-A-R-T-A » par « S-P-E-R-M-A ».

### Rivalité entre Sparta et Excelsior
La rivalité entre le Sparta et Excelsior s'explique par une origine culturelle, par la relation d'Excelsior à Feyenoord (principal rival de Sparta) ainsi que par un esprit de querelles de clocher, puisque Excelsior est un club très ancré et lié à son quartier d'origine.
Les matchs entre les deux équipes sont réputés pour être très disputés et captivants sur le terrain. En tribune la rivalité est assez bon enfant entre les supporters, bien que les supporters du Sparta invectivent souvent Excelsior en raison de ses liens passés avec Feyenoord. Les supporters du Sparta cultivent alors une fierté de n'avoir jamais été dépendant d'un autre club, avec le slogan « Plutôt en faillite que satellite », et appellent Excelsior « la pute de Feyenoord » ou « la pute de Rotterdam »,.

### Relations entre Excelsior et Feyenoord
Il n'y a pas de rivalité à proprement parler entre Excelsior et Feyenoord. Ces deux clubs sont à l'origine des clubs de travailleurs et seule la géographie aurait pu jouer un rôle dans l'établissement d'une rivalité, mais les deux clubs entretiennent historiquement de bonnes relations.
Avant la Seconde Guerre mondiale, les deux clubs s'entraident notamment par la mise à disposition mutuelle de terrains pour leurs différentes équipes. Dans les années 1960, quand Feyenoord est l'une des forces majeures du football néerlandais et européen, les joueurs de l'Excelsior viennent régulièrement assister aux matchs à De Kuip. À partir de la fin des années 1970, les deux clubs entretiennent des liens étroits qui mènent à la mise en place d'un partenariat. De 1996 à 2015 Excelsior est un partenaire, ou « club satellite », de Feyenoord. Excelsior est parfois appelé le « petit frère » de Feyenoord.

### Autres rivalités
D'autres rivalités ont pu ou peuvent exister entre les différents clubs de Rotterdam.
Avant la création de l'Eredivisie, le championnat est divisé en poules régionales. En raison du nombre important de clubs à l'ouest du pays, il existe deux poules pour cette région. Les clubs de Rotterdam sont donc ballottés de saisons en saisons entre les deux groupes et peuvent passer plusieurs saisons sans se rencontrer, ce qui empêche la création de véritables rivalités sportives.
Néanmoins, les clubs étant souvent très attachés à leurs quartiers d'origine, des rivalités peuvent naître de cet attachement. Sparta et Xerxes étaient par exemple voisin. Ce match entre Spangen et l’Oude Noorden était l'un des facteurs de la rivalité qui les opposait, associé aux origines populaires de Xerxes contre les origines bourgeoises de Sparta.
Au sud de Rotterdam, une rivalité entre les deux clubs voisins de travailleurs de CVV et Feyenoord semble exister dans les années 1910. Deux témoignages contradictoires existent à ce propos puisque dans les années 1930 l'ancien président de Feyenoord Jan van Bennekom témoigne, dans un livre publié pour les 30 ans de CVV, que les rencontres entre les deux équipes étaient certes intenses mais courtoises, alors qu'un autre témoignage, d'un supporter de Feyenoord, fait part de débordements. Selon ce dernier, les joueurs de Feyenoord se changeaient dans leur propre vestiaire avant de se rendre en tenue de match, et avec un manteau, à Charlois par le tramway. Une fois le match terminé ils devaient courir reprendre le tramway sous les lancers de pierres des supporters de CVV.